# Festubert
Festubert là một xã của tỉnh Pas-de-Calais, thuộc vùng Hauts-de-France, miền bắc nước Pháp.

## Dân số
| 1962                                                           | 1968 | 1975 | 1982 | 1990 | 1999 |
| -------------------------------------------------------------- | ---- | ---- | ---- | ---- | ---- |
| 667                                                            | 679  | 670  | 770  | 1046 | 1120 |
| Census count starting from 1962: Population without duplicates |      |      |      |      |      |